# Amir El-Masry

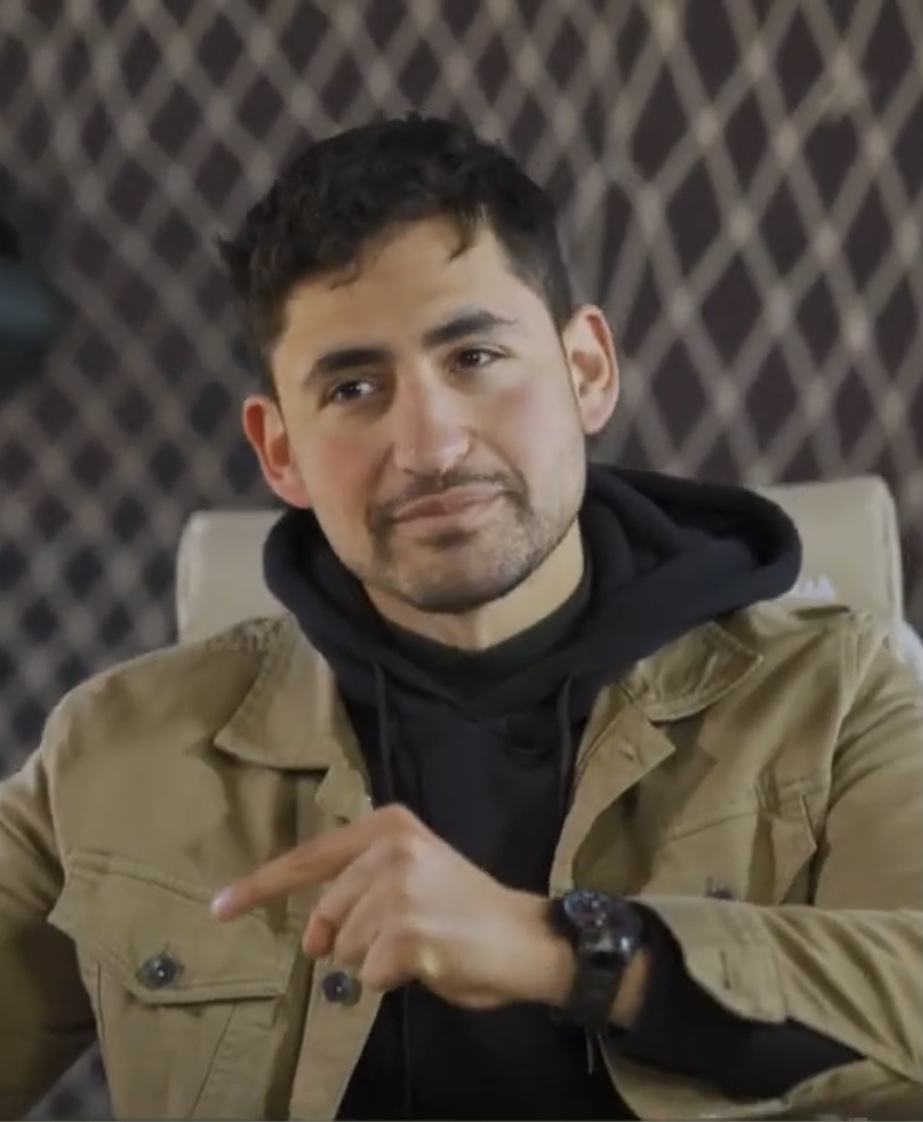
Amir El-Masry, 2022

Amir El-Masry (* 2. August 1990 in Kairo) ist ein britischer Filmschauspieler.

## Leben
Der 1990 in der ägyptischen Hauptstadt Kairo geborene Amir El-Masry wuchs in London auf. Als er sechs Jahre alt war, brachte ihn seine Mutter nach der Schule zum Schauspielunterricht. Seine erste Rolle war die Katze in einer Bühnenadaption der Bremer Stadtmusikanten.
Er lernte Omar Sharif kennen und machte, dessen Rat folgend, seine Anfänge als Filmschauspieler in ägyptischen Produktionen. Er erhielt eine Hauptrolle in der ägyptischen Filmkomödie Ramadan Mabrouk Abul-Alamein Hamouda in der er Ramzy spielte, den verwöhnten Sohn des Bildungsministers. Für diese Rolle erhielt er in Ägypten von Kritikern viel Lob und wurde 2009 bei den ägyptischen Oscars als bester Nachwuchsschauspieler ausgezeichnet. Es folgte die Hauptrolle in der Komödie El-Talatah Yishtaghaloonha von Ali Idris, die ein Jahr später in die ägyptischen Kinos kam.
El-Masry studierte erst Kriminologie und Soziologie an der Londoner Royal Holloway University, wechselte später aber das Fach und besuchte die renommierte London Academy of Music and Dramatic Art. Nach seinem Abschluss dort im Jahr 2013 erhielt El-Masry auch Engagements in internationalen Produktionen, erst eine Rolle in Jon Stewarts Regiedebüt Rosewater aus dem Jahr 2014, in dem er den Sprecher des damaligen iranischen Führers Mahmud Ahmadineschad spielte. In der Fernsehserie The Night Manager erhielt er die Rolle des ägyptischen Kochs Ibrahim, der im selben Hotel wie die Titelfigur arbeitet. Eine Hauptrolle erhielt er in dem 2018 veröffentlichten, saudisch-US-amerikanischen Film The Arabian Warrior (auch Shoot), die Geschichte eines jungen Saudi-Arabers, der in den USA studiert und versucht, gegen den Willen seiner Eltern als Profifußballer Karriere zu machen. In Star Wars: Der Aufstieg Skywalkers aus dem Jahr 2019 war El-Masry in einer Nebenrolle als Commander Trach zu sehen.
Seine bislang vielleicht größte Rolle erhielt El-Masry in dem Flüchtlingsdrama Limbo von Ben Sharrock. El-Masry spielt darin den Musiker Omar, der Syrien verlassen hat, um ein neues Leben in Großbritannien zu beginnen. Eine Figur gleichen Namens hatte er in dem Film Lost in London von Woody Harrelson aus dem Jahr 2017 gespielt.

## Filmografie (Auswahl)
- 2008: Ramadan Mabrouk Abul-Alamein Hamouda
- 2010: El-Talatah Yishtaghaloonha
- 2014: Rosewater
- 2018: Tom Clancy’s Jack Ryan (Fernsehserie, 7 Folgen)
- 2018: Age Before Beauty (Fernsehserie, 6 Folgen)
- 2018: The Arabian Warrior
- 2018: Ransom (Fernsehserie, 1 Folge)
- 2019: Star Wars: Der Aufstieg Skywalkers (Star Wars: The Rise of Skywalker)
- 2020: Limbo
- seit 2020: Industry (Fernsehserie)
- 2021: The One – Finde dein perfektes Match (Netflix-Serie, 7 Folgen)
- 2022: SAS: Rogue Heroes (Fernsehserie)
- 2023: Club Zero
- 2023: A Haunting in Venice

## Auszeichnungen
BAFTA Scotland Award
- 2021: Auszeichnung als Bester Hauptdarsteller (Limbo)[6]

British Independent Film Award
- 2021: Nominierung als Bester Schauspieler (Limbo)[7]
- 2023: Nominierung für die Beste Supporting Performance (In Camera)